# Bloomingdale (Illinois)
Bloomingdale es una villa ubicada en el condado de DuPage en el estado estadounidense de Illinois. En el Censo de 2010 tenía una población de 22018 habitantes y una densidad poblacional de 1.207,04 personas por km².

## Geografía
Bloomingdale se encuentra ubicada en las coordenadas 41°57′5″N 88°5′21″O / 41.95139, -88.08917. Según la Oficina del Censo de los Estados Unidos, Bloomingdale tiene una superficie total de 18.24 km², de la cual 17.57 km² corresponden a tierra firme y (3.69%) 0.67 km² es agua.

## Demografía
Según el censo de 2010, había 22018 personas residiendo en Bloomingdale. La densidad de población era de 1.207,04 hab./km². De los 22018 habitantes, Bloomingdale estaba compuesto por el 79.35% blancos, el 3.72% eran afroamericanos, el 0.2% eran amerindios, el 12.68% eran asiáticos, el 0.02% eran isleños del Pacífico, el 2.24% eran de otras razas y el 1.78% pertenecían a dos o más razas. Del total de la población el 8.7% eran hispanos o latinos de cualquier raza.